# Miniac-Morvan
Pour les articles homonymes, voir Morvan.
Miniac-Morvan est une commune française située dans le département d'Ille-et-Vilaine en Région Bretagne, peuplée de 4 379 habitants.

## Géographie
Miniac-Morvan est située à 20 km de Saint-Malo sur la quatre voies Rennes-Saint-Malo.
| Châteauneuf-d'Ille-et-Vilaine La Ville-ès-Nonais par un quadripoint | Saint-Guinoux | Lillemer    |
| Pleudihen-sur-Rance (Côtes-d'Armor)                                 | Miniac-Morvan | Plerguer    |
| Saint-Hélen (Côtes-d'Armor)                                         | Mesnil-Roc'h  | Le Tronchet |

### Hameaux, écarts et lieux-dits
- Beillac
- Boutry
- Caridan
- Casse Noé
- Champveau
- Couabel
- Gouillon
- L'Angle
- L'Ouche
- La Barre
- La Barre Guineheuc
- La Besnard
- La Binellerie
- La Blainerie
- La Bouexiere
- La Bouglaie
- La Brizardière
- La Butte
- La Chalandière
- La Chambre
- La Costardais
- La Croix de Villebret
- La Croix des Gués
- La Croix Durand
- La Gaudinière
- La Haute Folie
- La Herlise
- La Janais
- La Lande des Gués
- La Landelle
- La Maison Neuve
- La Mare
- La Mettrie
- La Noé
- La Nouette
- La Potenne
- La Roussaie
- La Saboterie
- La Salle
- La Salle-es-Beaugeard
- La Sauvagere
- La Touche-aux-Vanais
- La Touesse
- La Tresse
- La Verrerie
- La Viette
- La Ville Aubry
- La Ville Blanche
- La Ville Boutier
- La Ville-es-Genils
- La Ville-es-Tues
- La Ville Mauny
- La Ville Oger
- Launay
- Launay Béliard
- Launay Boulen
- Launay Guibert
- Launay Robidou
- Le Bas Gouillon
- Le Bas Miniac
- Le Bas Rocher
- Le Bois Guyot
- Le Bois Hamon
- Le Bourg
- Le Breginal
- Le Chatelier
- Le Chêne
- Le Chiendent
- Le Clos de la Croix
- Le Clos Hiard
- Le Clos Pierre
- Le Clos Sauvage
- Le Domaine
- Le Domaine d'Amélie
- Le Frèche
- Le Gavre
- Le Grand Bois Hamon
- Le Haut Boutry
- Le Haut Gouillon
- Le Haut Miniac
- Le Haut Rocher
- Le Havre
- Le Moulin Faruel
- Le Pas Pecet
- Le Petit Angle
- Le Petit Bois Hamon
- Le Petit Rochambaud
- Le Point du Jour
- Le Porche
- Le Port Besnard
- Le Pré Malouin
- Le Pron
- Le Rimbriant
- Le Rocher
- Le Rocher aux Merles
- Le Rocher Pleureur
- Le Rocheret
- Le Verger
- Les Champbriants
- Les Champs d'Avenais
- Les Chesnaies
- Les Colettes
- Les Conais
- Les Corbinières
- Les Épines Meliauds
- Les Gués
- Les Hervelins
- Les Jardins d'Amélie
- Les Jardins d'Élise
- Les Marvatières
- Les Mettras
- Les Noés
- Les Rivières
- Les Tertres
- Montloie
- Moulin du Tertre Guy
- Mousson
- Robidou
- Rochambaud
- Saint Gré
- Saint Grégoire
- Sevin

### Hydrographie
Pour un article plus général, voir Réseau hydrographique d'Ille-et-Vilaine.
La commune est située dans le bassin Loire-Bretagne. Elle est drainée par le Meleuc, le Tertre Guy, le essai de bois hamon,le essai de Bois Hamons et un autre petit cours d'eau,.
Le Meleuc, d'une longueur de 20 km, prend sa source dans la commune de Mesnil-Roc'h et se jette  dans Le Biez du Meleuc à Saint-Guinoux, après avoir traversé sept communes. 
Le Tertre Guy, d'une longueur de 17 km, prend sa source dans la commune de Mesnil-Roc'h et se jette  dans le Meleuc à Plerguer, après avoir traversé quatre communes. 

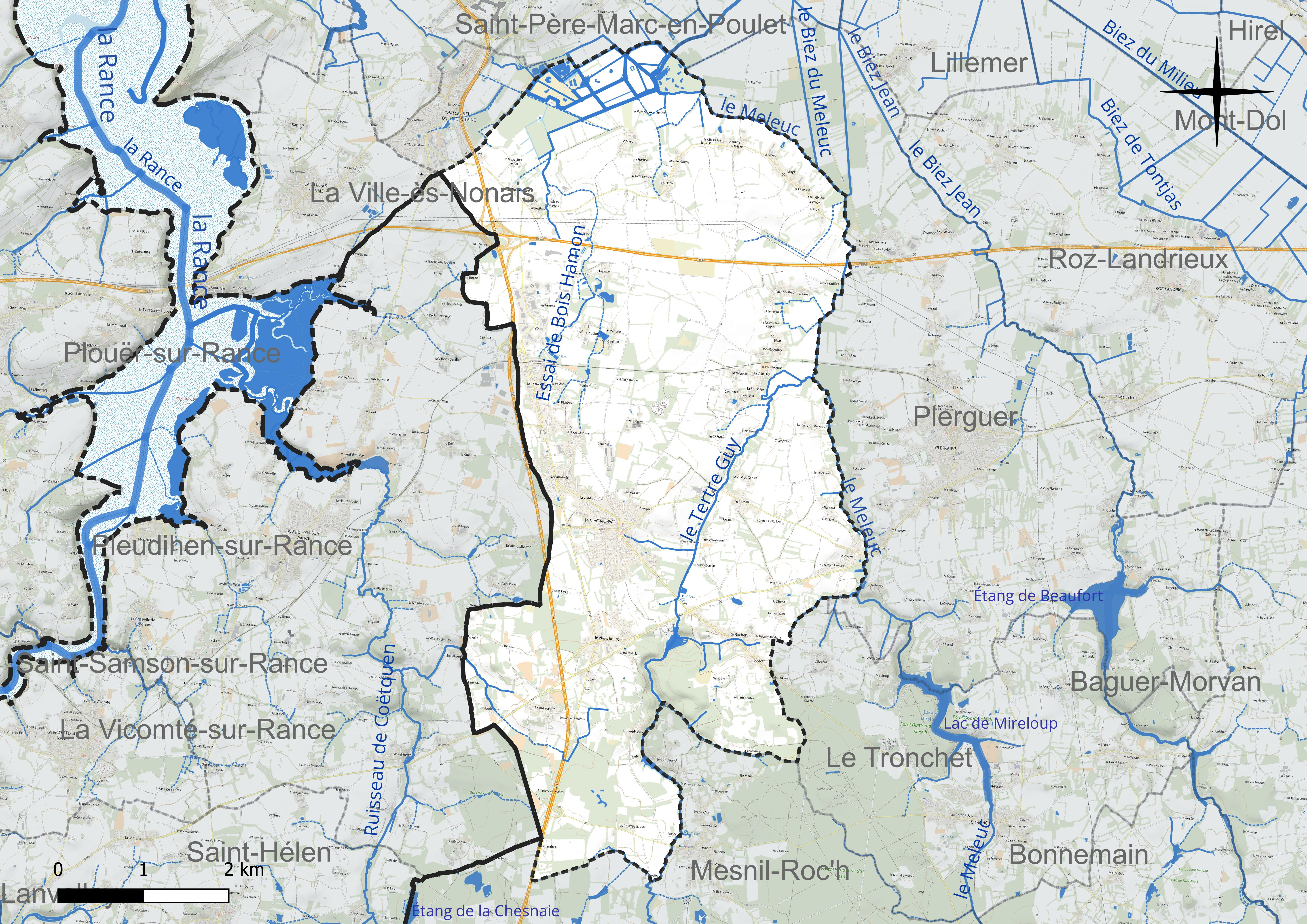
Réseau hydrographique de Miniac-Morvan.

### Climat
Pour des articles plus généraux, voir Climat de la Bretagne et Climat d'Ille-et-Vilaine.
En 2010, le climat de la commune est de type climat océanique franc, selon une étude du CNRS s'appuyant sur une série de données couvrant la période 1971-2000. En 2020, Météo-France publie une typologie des climats de la France métropolitaine dans laquelle la commune est exposée à un climat océanique et est dans la région climatique  Bretagne orientale et méridionale, Pays nantais, Vendée, caractérisée par une faible pluviométrie en été et une bonne insolation. Parallèlement l'observatoire de l'environnement en Bretagne publie en 2020 un zonage climatique de la région Bretagne, s'appuyant sur des données de Météo-France de 2009. La commune est, selon ce zonage, dans la zone « Intérieur », exposée à un climat médian, à dominante océanique.  
Pour la période 1971-2000, la température annuelle moyenne est de 11,5 °C, avec une amplitude thermique annuelle de 12 °C. Le cumul annuel moyen de précipitations est de 700 mm, avec 11,8 jours de précipitations en janvier et 6,4 jours en juillet. Pour la période 1991-2020, la température moyenne annuelle observée sur la station météorologique la plus proche, située sur la commune de Pleurtuit à 14 km à vol d'oiseau, est de 11,9 °C et le cumul annuel moyen de précipitations est de 752,0 mm,. Pour l'avenir, les paramètres climatiques de la commune estimés pour 2050 selon différents scénarios d'émission de gaz à effet de serre sont consultables sur un site dédié publié par Météo-France en novembre 2022.

## Urbanisme

### Typologie
Au 1er janvier 2024, Miniac-Morvan est catégorisée commune rurale à habitat dispersé, selon la nouvelle grille communale de densité à sept niveaux définie par l'Insee en 2022.
Elle appartient à l'unité urbaine de Miniac-Morvan, une unité urbaine monocommunale constituant une ville isolée,. Par ailleurs la commune fait partie de l'aire d'attraction de Saint-Malo, dont elle est une commune de la couronne,. Cette aire, qui regroupe 35 communes, est catégorisée dans les aires de 50 000 à moins de 200 000 habitants,.

### Occupation des sols
L'occupation des sols de la commune, telle qu'elle ressort de la base de données européenne d'occupation biophysique des sols Corine Land Cover (CLC), est marquée par l'importance des territoires agricoles (82 % en 2018), en diminution par rapport à 1990 (84,1 %). La répartition détaillée en 2018 est la suivante : 
terres arables (43 %), zones agricoles hétérogènes (19,8 %), prairies (19,3 %), forêts (10,3 %), zones urbanisées (6,2 %), zones industrielles ou commerciales et réseaux de communication (1,5 %). L'évolution de l'occupation des sols de la commune et de ses infrastructures peut être observée sur les différentes représentations cartographiques du territoire : la carte de Cassini (XVIIIe siècle), la carte d'état-major (1820-1866) et les cartes ou photos aériennes de l'IGN pour la période actuelle (1950 à aujourd'hui).

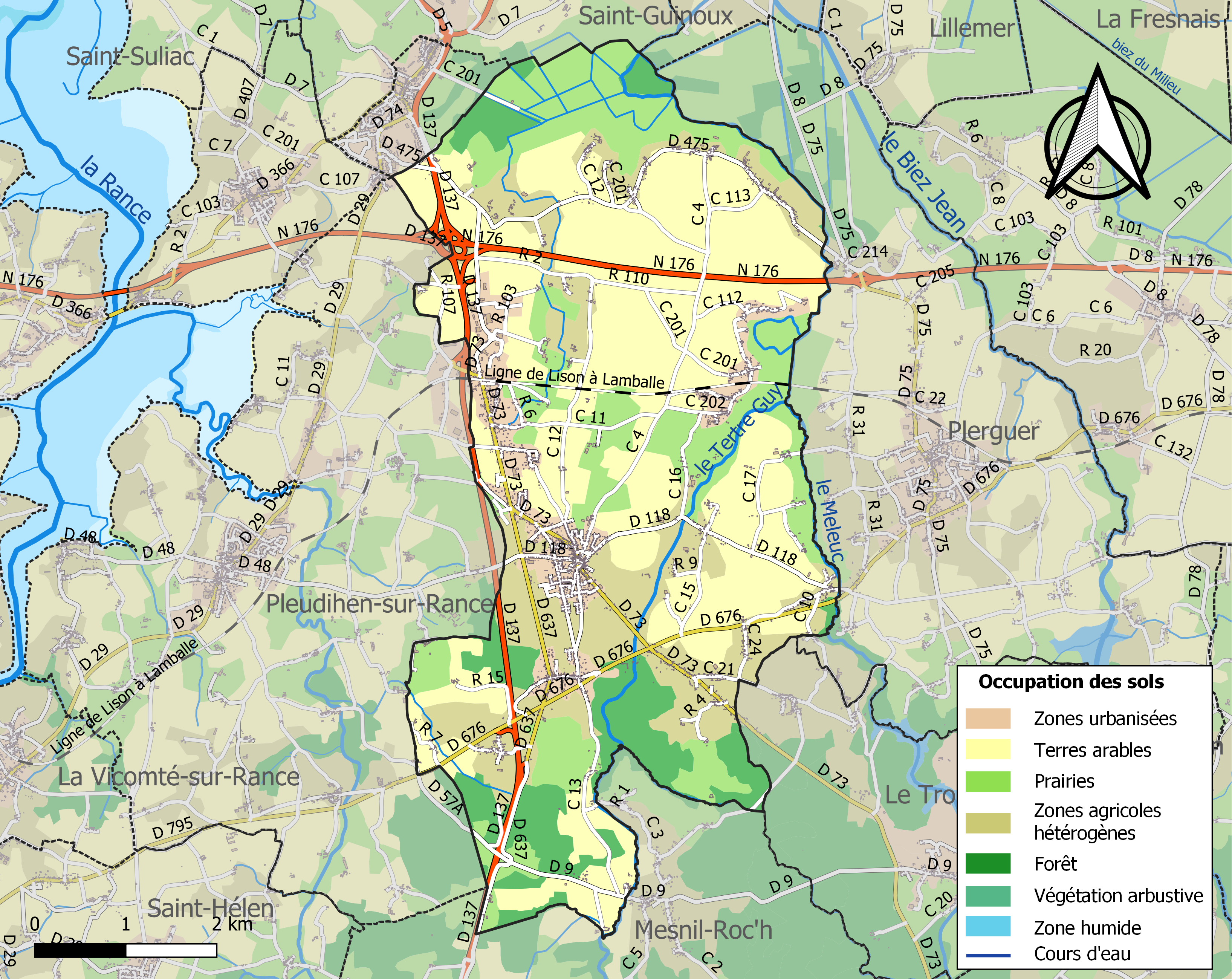
Carte des infrastructures et de l'occupation des sols de la commune en 2018 (CLC).

## Toponymie
Le nom de la localité est attesté sous les formes Meniac au IXe siècle, Morvani de Miniac en 1181, Miniacum en 1371.
Miniac est issu du latin Minius et du suffixe gallo-romain acum et de morvan, signifiant « homme de mer », en vieux breton[réf. nécessaire]
Minya en gallo.

## Histoire
La paroisse de Miniac-Morvan faisait partie du doyenné de Dol relevant de l'évêché de Dol et est placée sous le vocable Saint-Pierre.
La paroisse existait déjà au XIIe siècle. Cependant, il existe des vestiges gallo-romains dans la commune.
D'après une légende, l'ermite saint Colomban aurait construit au VIIe siècle un oratoire dans une forêt. Cet oratoire est remplacé par la suite par un prieuré qui disparaît vers la fin du XVIIe siècle. Ce prieuré, qui dépend avant 1245 de l'abbaye Saint-Florent de Saumur en Anjou, est rétrocédé à l'abbaye Notre-Dame du Tronchet, dont l'abbé possédait le trait qu'il assigne en 1337 à ses religieux pour subvenir à leurs dépenses.
Vers 1200, Alain de La Chapelle, avec Raoul et Godefroy de Miniac sont témoins de la cession du domaine Saffredi à l'abbaye Notre-Dame du Tronchet, par Godefroy, fils de Main, avec le consentement de ses héritiers, dont Thomas Taon, chevalier.
En 1295, les religieux du Tronchet concluent un accord au sujet d'une pièce de terre sise à Miniac, avec Amicie, veuve de Jourdain de Gouillon (Goyllon). Cet arrangement est scellé du sceau de Châteauneuf-la-Noë et de l'écusson des de Rochefort, vairé, avec lambel à trois pendants. Les dîmes de la paroisse et le bailliage du Gavre, étaient au bénéfice de cette abbaye.
L'activité économique traditionnelle de Miniac-Morvan était à la fois liée à l'agriculture et à la pêche :
- jusqu'au XIXe siècle, le chanvre était particulièrement cultivé dans la commune, avec également un grand nombre de tisserands. Cette activité disparaît vers 1880 ;
- jusqu'au début du XXe siècle, de nombreux hommes de la commune participent aux campagnes de pêche à Terre-Neuve. Ainsi, chaque mois de décembre, les patrons de navires venaient pour recruter leurs équipages lors de la « louée de la mer »[21].

L'organisation des fêtes révolutionnaires témoigne de l'accueil favorable de la population de Miniac-Morvan aux changements apportés par la Révolution française, surtout après la fin de la Terreur :
- l'anniversaire de l'exécution de Louis XVI, accompagnée d'un serment de haine à la royauté et à l'anarchie, est fêté (à partir de 1795)[25] ;
- l'anniversaire de la fondation de la Première République, le 21 septembre[26] ;
- la fête du 26 messidor (14 juillet) à partir de 1794 ;
- les autres fêtes républicaines sont peu suivies, notamment à cause du manque de succès du calendrier républicain, qui fait que les fêtes d'Ancien Régime et les nouvelles ne coïncident pas. On peut citer la fête de l'Agriculture, en juillet.

La paroissiale Saint-Pierre possède un tableau qui évoque cette période, mais dont le sujet illustré se rapporte au Nord de la France : il s'agit de la Condamnation à mort les sœurs de La Charité d'Arras, en 1794, à Cambrai.

### Héraldique
| Blason de Miniac-Morvan | Blason  | De gueules aux deux clefs d'or posées en sautoir. |
| Blason de Miniac-Morvan | Détails |                                                   |

## Politique et administration

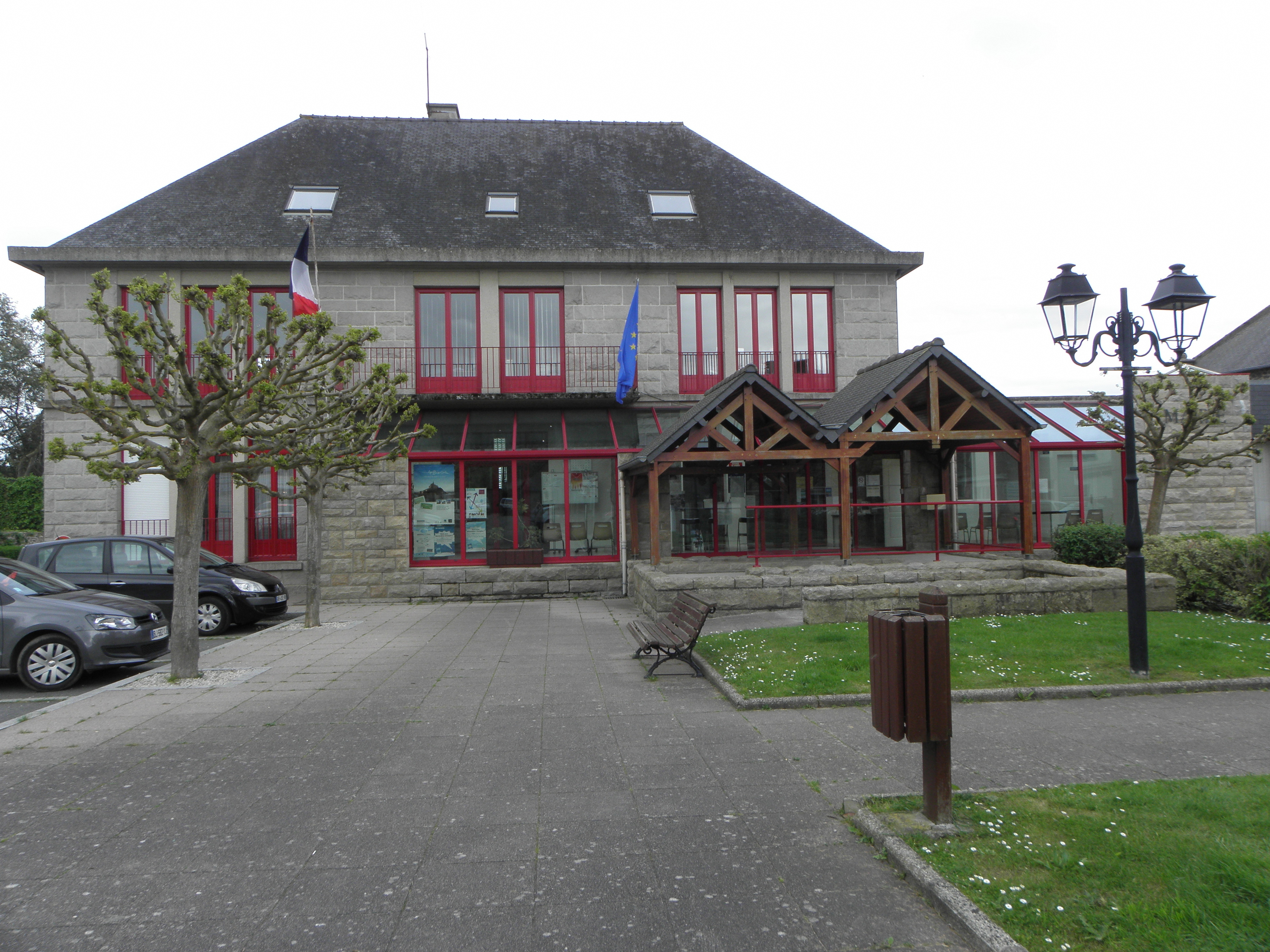
La mairie.

## Démographie
L'évolution du nombre d'habitants est connue à travers les recensements de la population effectués dans la commune depuis 1793. Pour les communes de moins de 10 000 habitants, une enquête de recensement portant sur toute la population est réalisée tous les cinq ans, les populations de référence des années intermédiaires étant quant à elles estimées par interpolation ou extrapolation. Pour la commune, le premier recensement exhaustif entrant dans le cadre du nouveau dispositif a été réalisé en 2005.
En 2022, la commune comptait 4 379 habitants, en évolution de +12,22 % par rapport à 2016 (Ille-et-Vilaine : +5,46 %, France hors Mayotte : +2,11 %).
| 1793  | 1800  | 1806  | 1821  | 1831  | 1836  | 1841  | 1846  | 1851  |
| ----- | ----- | ----- | ----- | ----- | ----- | ----- | ----- | ----- |
| 2 364 | 2 592 | 2 720 | 3 007 | 3 041 | 3 065 | 3 107 | 3 192 | 3 270 |

| 1856  | 1861  | 1866  | 1872  | 1876  | 1881  | 1886  | 1891  | 1896  |
| ----- | ----- | ----- | ----- | ----- | ----- | ----- | ----- | ----- |
| 3 285 | 3 332 | 3 264 | 3 124 | 3 226 | 3 240 | 3 181 | 3 099 | 3 098 |

| 1901  | 1906  | 1911  | 1921  | 1926  | 1931  | 1936  | 1946  | 1954  |
| ----- | ----- | ----- | ----- | ----- | ----- | ----- | ----- | ----- |
| 2 978 | 2 892 | 2 846 | 2 562 | 2 438 | 2 498 | 2 505 | 2 412 | 2 235 |

| 1962  | 1968  | 1975  | 1982  | 1990  | 1999  | 2005  | 2006  | 2010  |
| ----- | ----- | ----- | ----- | ----- | ----- | ----- | ----- | ----- |
| 2 290 | 2 244 | 2 161 | 2 595 | 2 815 | 2 784 | 3 212 | 3 280 | 3 705 |

| 2015  | 2020  | 2022  | - | - | - | - | - | - |
| ----- | ----- | ----- | - | - | - | - | - | - |
| 3 881 | 4 257 | 4 379 | - | - | - | - | - | - |

## Lieux et monuments

### Patrimoine classé

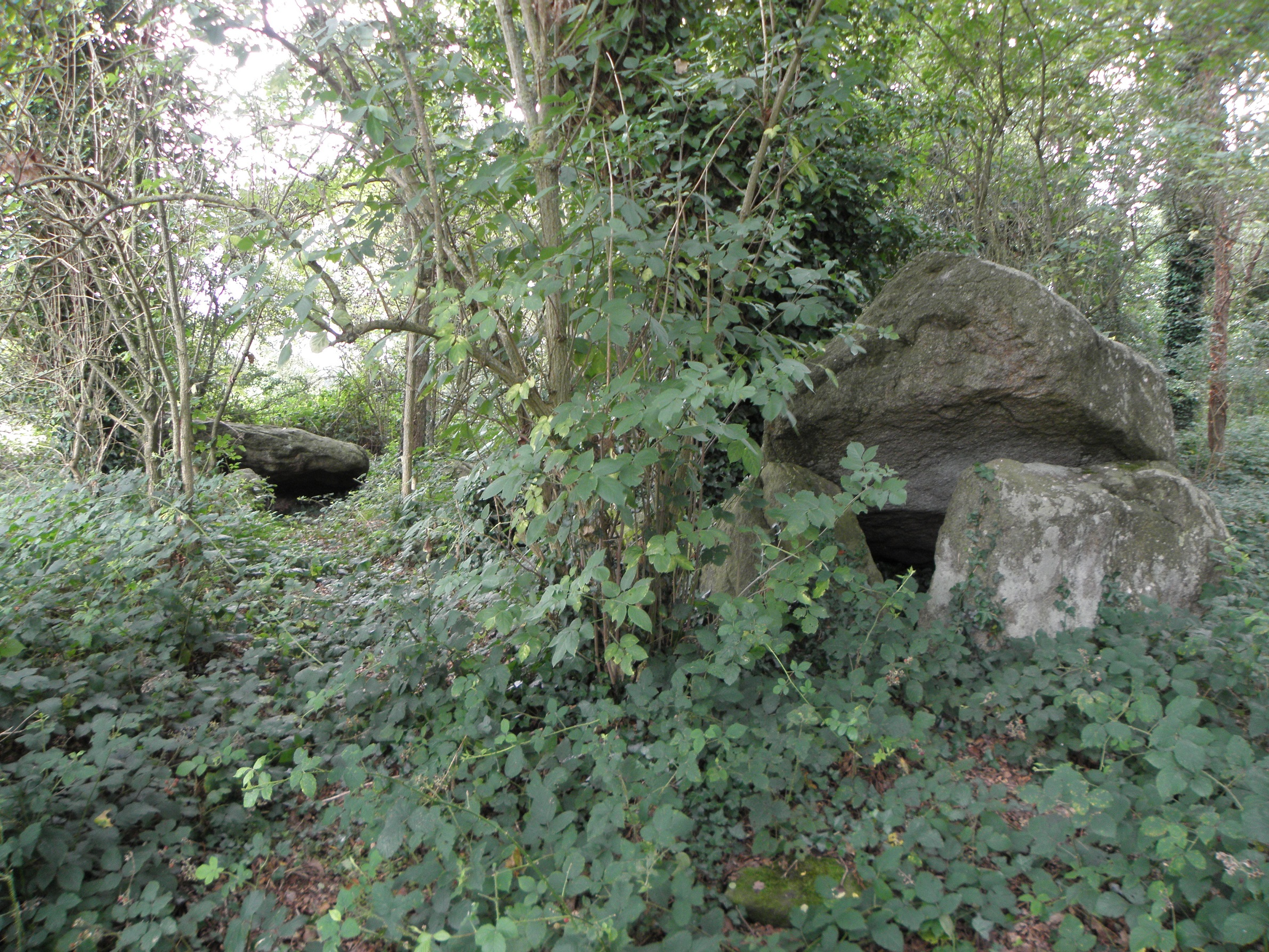
L'allée couverte de Four-ès-Feins.

La commune compte un monument historique :
- L'allée couverte de Four-ès-Feins, classée par arrêté du 23 septembre 1965[37], située au Clos du Four.

### Patrimoine religieux
- L'église Saint-Pierre (église paroissiale).
- Chapelle Notre-Dame-de-Toute-Puissance du château de Miniac (1654-1656), démolie pendant la Ligue, reconstruite.
- Ancienne chapelle de Bourgneuf, dont la donation est approuvée par Jean, évêque de Dol (1190-1199) à l'abbaye de Marmoutier.
- Ancienne chapelle de Langle, près de la Mare.
- Ancienne chapelle du Frêche (XVIe – XVIIe siècle), située près du village du Hâvre, aujourd'hui disparue.
- Ancienne chapelle Notre-Dame-de-Grâce, construite au Vieux-Bourg avec les pierres de l'ancienne église.
- Ancienne chapelle de l'Immaculée-Conception, chapelle moderne des Filles de la Sagesse, bénite en 1842.
- Ancienne chapelle de la Bouglaye, route de Châteaunef d'Ille-et-Vilaine, aujourd'hui disparue.
- Ancienne église du Vieux-bourg (XIVe – XVe siècle : vestiges de la porte.
- Prieuré Saint-Colomban de la Mare, devenu manoir de la Mare-Ferron. Le premier prieuré fut la propriété de l'abbaye Saint-Florent de Saumur déjà en 1186, abandonné, il est en 1245, rétrocédé par Étienne, évêque de Dol à l'abbaye Notre-Dame du Tronchet, et reconstruit au XVe et au XVIIe siècle. Il conserve une chapelle et avait un clocher-arcade à une baie, la porte en arc brisé, moulurée, datée de 1649. Devenu la propriété de Michel Ferron en 1480, il est transformé en manoir et prend le nom de la Mare-Ferron.
- Prieuré Saint-Grégoire de Miniac, il dépendait de l'abbaye de moniales de Saint-Sulpice-des-Bois, près de Rennes. En 1161, le pape Alexandre III confirme les religieuses dans cette possession. Aujourd'hui une croix marque l'emplacement de l'église priorale.
- Croix à L'Angle (1804).
- Calvaire du château (XVe siècle).
- La maison de charité. Elle était au lieu-dit La Motte ou Les Vieux Cimetières, fondée en 1757 et desservie par les sœurs de la Sagesse.x

### Patrimoine civil

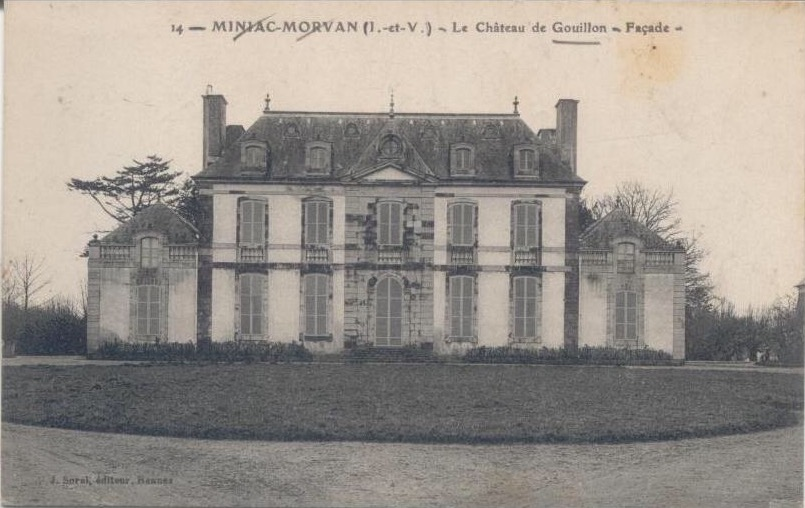
Le château de Gouillon vers 1900.

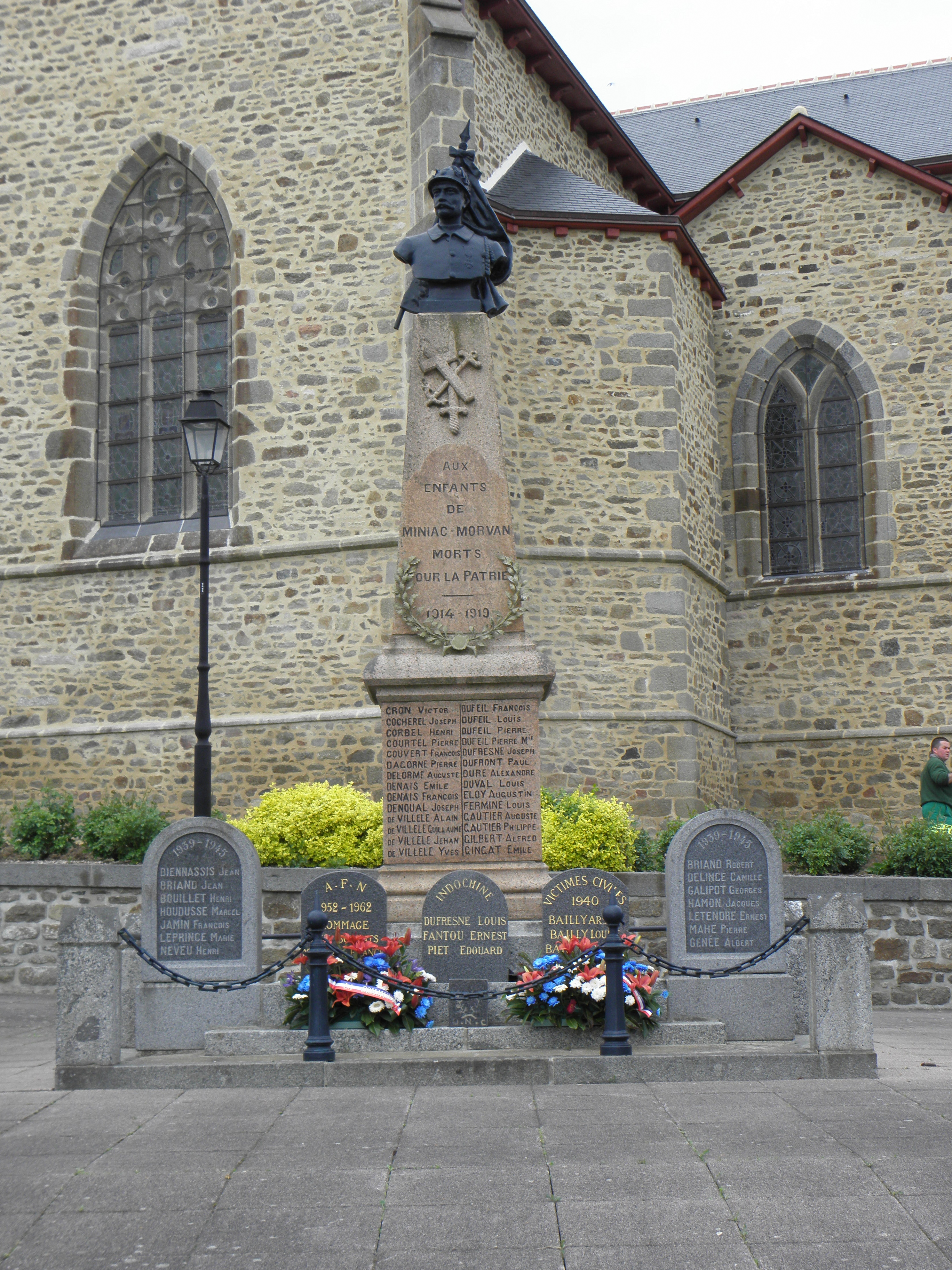
Pierre Lorenzi, Monument aux morts de Miniac-Morvan (1920).

- Château de Bas-Miniac, (XVe siècle, XVIIe et XVIIIe siècles) : ultime berceau de la famille de Miniac, le château est édifié sur les restes d'une motte féodale, probablement construite autour de l'an mil alors qu'apparaît la forme la plus ancienne du nom Miniac, Méniac.
- Château de Gouillon, sur la route de Châteauneuf-d'Ille-et-Vilaine, (XVe siècle) incendié et reconstruit. Propriété successive des familles du Breil, de Québriac (1513), Gaultier (1658), Uguet, Laubespin.
- Manoir de Launay-Quinouart, situé route de Châteauneuf-d'Ille-et-Vilaine. Appartenant en 1480 à Thomas Quinouart.
- Ancien manoir du Bas-Gouillon ou du Bois-Gouillon, route de Châteauneuf-d'Ille-et-Vilaine, propriété d'Olivier de Hirel en 1480.
- Ancien manoir de Bishamon, sur la route de Châteauneuf-d'Ille-et-Vilaine, propriété de la maison de Bohier, puis de Québriac, seigneurs de la Hirelays en 1513.
- Ancien manoir de la Jambonnière, propriété de la maison Ferron en 1513.
- Ancien manoir de la Barre-Guéhéneuc, possédait jadis une chapelle, propriété des Guéhéneuc en 1513.
- Ancien manoir de la Ville-Blanche, propriété de la maison de la Monneraye en 1513.
- Malouinère de Launay-Guibert (1731) avec un colombier.
- Léproserie au Village de la Maladrerie.
- Moulin du Bas-Miniac, moulin à eau.
- Moulin de Beillac, moulin à vent.
- Moulin de Guillon, moulin à vent.

## Personnalités liées à la commune
- Thérèse Fantou (1747, Miniac-Morvan - 1794), religieuse et bienheureuse.
- Pierre Milza (1932-2018), historien, y résidait.
- Famille de Miniac, originaire de Dol-de-Bretagne et anoblie en 1699[39].
- Dominique Lefebvre (1961-), ancien footballeur, entraineur de l'AS Miniac-Morvan depuis 2021[40].